# Ba‘al Schem

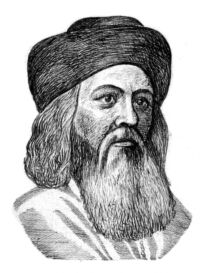
Ba‘al Schem von London (Chaim Schmuel Jakob Falk)

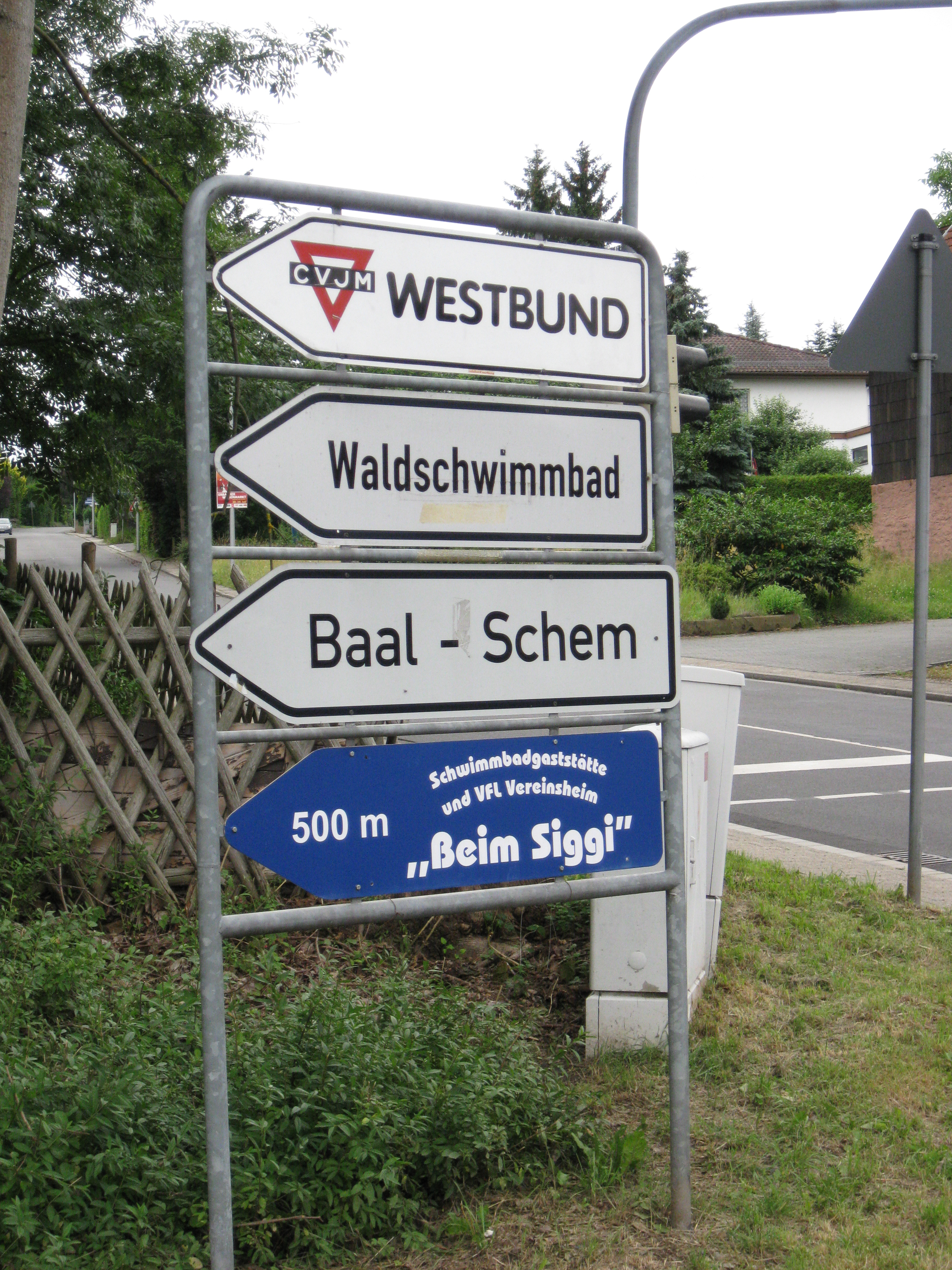
Wegweiser zum Grab des Seckel Löb Wormser, des Ba'al Schem von Michelstadt, in Michelstadt

Ein Ba‘al Schem (hebräisch בעל שם) war ein Rabbi und Wundertäter im aschkenasischen Judentum, der die Kabbala befolgte. Die Bezeugung der Figur reicht vom 9. bis zum 19./20. Jahrhundert. Zu den prominentesten neuzeitlichen Ba'alei Schem gehört Israel ben Elieser, der Ba’al Schem Tov.

## Name und Tradition
Der Begriff Ba’al Schem erklärt sich aus einer jüdischen, mystischen und magischen Tradition der Namentheologie, die in der Hechalot-Literatur entwickelt und überliefert wurde. Demnach kann der Begriff mit Meister/Besitzer des Namens, mit der möglichen Ergänzung Meister/Besitzer des guten Namens (Baʽal Schem Tov) übersetzt werden. Das Adjektiv tov bezeichnet hier, trotz der Erklärungsversuche u. a. von Martin Buber, nicht den Namen des Menschen, im Sinne eines guten Rufes, sondern, das zeigt die Tradition, den Namen Gottes. Nach der Namentheologie hat Gott mittels seiner Namen nicht allein die Welt erschaffen, sondern sich selbst mit seinem eigenen Namen.

## Geschichte
Der Begriff Baʽal Schem taucht zum ersten Mal in einem Schreiben des Babyloniers Hai Gaon (939–1038) auf. Von besorgten jüdischen Gelehrten befragt, was es denn mit Juden auf sich habe, die behaupteten, mit göttlichen Namen Wunder zu vollbringen, antwortete er:
Männer aus Rom und dem Lande Israel hielten Schriftstücke und Bücher in Händen, wie den ‚Sefer ha-Jaschar‘ (Buch des Aufrechten), ‚Hechalot Rabbeta‘ und ‚Hechalot Seʽirta‘ [also das große und kleine Buch von den Himmelshallen] und andere, in denen einige der NAMEN und Namen der Engel und Siegelzeichen stehen, welche sie benutzen, um große Taten damit zu vollbringen, wie z. B. diese: Manche nehmen Schilfrohr- oder Olivenblätter und schreiben einen NAMEN auf sie, die man dann den Dieben entgegenschleudert, damit sie nicht weitergehen können; andere schreiben ihn auf ein neues Tongefäß, werfen es aufs Meer, damit das Meer sich beruhigt, oder auf einen Menschen, damit er auf der Stelle stirbt, und dergleichen mehr, was sie von ihren Vätern hörten und lernten, auch dass ihnen der Weg [unter den Füßen] springt (Kefizat ha-Derech) [...], denn sie sahen einen von den Baʽale ha-Schem am Schabbatvorabend an einem Ort und sodann hernach noch am selben Tage an einem mehrere Tagereisen entfernten Ort und dann wieder am Schabbat an dem ersten Ort.
Die aschkenasischen Volkserzählungen, Notizen und Chroniken berichten von etwa 40 Ba‘ale Schem im deutschsprachigen Raum. Der erste namentlich bekannte und von R. Jehuda Ḥasid benannte Ba’al Schem ist Rabbi Josef im 13. Jahrhundert. Frühere Anonymi gibt es schon am karolingischen Hof, andere jüdische Wundermänner im Italien und in Griechenland des 9.–11. Jahrhunderts. Die aschkenasischen Baʽale Schem stehen wahrscheinlich in der Tradition jener Wundertäter, welche die Megillat ʼAḥimaʽaz kennt, sie aber selbst noch nicht Ba’al Schem nennt.

## Heilung
Die Mehrzahl der frühen aschkenasischen Baʽal-Schem-Geschichten handeln von der Errettung von Juden aus der Gewalt der nichtjüdischen Umwelt. Zu den bezeugen Wunderhandlungen zählen insbesondere Krankenheilungen und Exorzismen.

## Kritik
Im Zuge der Aufklärung gab es zunehmend auch Gegnerschaft gegen den Glauben an die Fähigkeiten der Baʽale Schem, der durch den Glauben an die moderne wissenschaftliche Medizin und ihre Vertreter ersetzt werden müsse. Aber die weiterhin bestehenden Defizite der universitären Medizin, insbesondere im Bereich der psychischen und geistigen Krankheiten, führten auch bei Aufklärern zu einer Trennung der Zuständigkeiten, sodass man dennoch manche Bereiche dem Baʽal Schem zukommen ließ. Das wichtigste Zeugnis für diese Aufspaltung der medizinischen Zuständigkeiten stammt von Pinchas Elija Horwitz (1765–1821). In seiner Enzyklopädie der Wissenschaften, dem Sefer ha-Brit, macht er sich in einer längeren, dem Baʽal Schem gewidmeten Passage über die ungebildeten Juden lustig, die in Fällen einer geistigen Störung noch zu einem Zauberer oder einem Baʽal Schem gehen und ihn um Hilfe bitten, statt einen normalen Arzt zu konsultieren. Aber nach seiner Attacke gegen den Baʽal Schem fährt Pinchas Horwitz fort:
Es gibt jedoch auch Fälle, wo sich ein böser Geist an ihn [den Patienten] klammert [...]. In diesem Falle braucht er wirklich einen Baʽal Schem. Einen solchen Fall sollte man zu einem Baʽal Schem bringen, der ein Experte ist und dessen Amulette erprobt sind [...], und wenn der Patient zu einem Baʽal Schem kommt [...], der die heiligen Namen kennt, dann wird dieser den Geist mittels der Namen [...] aus ihm vertreiben, denn ihn plagt unzweifelhaft ein böser Geist.